# Space Needle
Space Needle là một tòa tháp nổi tiếng tại thành phố Seattle, Washington. Tháp là biểu tượng của Seattle. Tọa lạc ở Trung tâm Seattle, tháp được xây dựng để chào mừng Hội chợ thế giới vào năm 1962, trong thời gian đó gần 20.000 người sử dụng thang máy mỗi ngày, với hơn 2.300.000 khách tham quan ở Hội chợ. Tháp cao 184m và nặng 9,550 tấn, có chân rộng ở mặt đất và thu hẹp lại ở giữa, còn trên đỉnh thì được thiết kế như một chiếc đĩa bay. Khi mới hoàn thành tháp là tòa nhà cao nhất ở phía Tây sông Mississippi. Khách tham quan có thể lên đỉnh của tháp nhờ thang máy có vận tốc 16 km/h, phải mất 43 giây mới lên được đỉnh. Vào những ngày nhiều gió, thang máy sẽ giảm tốc xuống còn 8.5 km/h.